# عبد الله ناكر
عبد الله أحمد ناكر (5 يونيو1972)، رئيس حزب القمة ورئيس مجلس ثوار طرابلس، وأحد القادة العسكريين للثوار الليبيين في ثورة 17 فبراير.

## دوره في ثورة السابع عشر من فبراير
بعد أن انطلقت ثورة 17 فبراير شكل عبد الله ناكر «سرية الشهيد رياض الكفالي» في مدينة الزنتان وقاد قواته في ستة وثلاثين موقعة مع قوات نظام القذافي، توجه «عبد الله ناكر» بعد تحرير جبل نفوسة مع الثوار من المناطق الأخرى إلى معركة تحرير طرابلس، العملية التي عرفت عسكريا باسم عملية «فجر عروس البحر» والتي اختير لها العشرون من رمضان الموافق للعشرين من شهر أغسطس للعام 2011 ميلادية موعدا لبدأها وتمكن الثوار فيها من إنهاء حكم القذافي لليبيا، وبعد تحرير ليبيا من حكم القذافي تولّى ناكر رئاسة مجلس ثوار طرابلس.

## وصلات خارجية
- مجلس ثوار طرابلس
- رئيس مجلس ثوار طرابلس